# The Private Lives of Elizabeth and Essex
The Private Lives of Elizabeth and Essex (en España, La vida privada de Elizabeth y Essex; en Hispanoamérica, Mi reino por un amor) es una película histórica estadounidense de drama romántico de 1939, producida por de Warner Bros. Pictures, dirigida por Michael Curtiz y con actuación de Bette Davis, Errol Flynn y Olivia de Havilland.
Basado en la obra Elizabeth the Queen de Maxwell Anderson -que fue éxito de críticas en Broadway con Lynn Fontanne y Alfred Lunt en los papeles principales- la película ficcionaliza la relación histórica entre la reina Isabel I de Inglaterra y Robert Devereux, II conde de Essex. El guion fue escrito por Norman Reilly Raine y Aeneas MacKenzie.
Fue la quinta de nueve películas que protagonizaron Flynn y De Havilland, mientras que fue la segunda de sus tres con Davis.
El elenco incluyó a Donald Crisp, Henry Daniell, Henry Stephenson y Vincent Price. La banda sonora fue compuesta por Erich Wolfgang Korngold, quien luego usó uno de los temas en su Sinfonía en fa sostenido mayor. El rodaje en Technicolor fue realizada por Sol Polito, y el diseño de vestuario por Orry-Kelly.
La película se convirtió en un éxito, ya anticipado por el estudio, y arrojó una gran recaudación. Entre las cinco candidaturas a los Premios de la Academia, destacó una a Mejor fotografía de una película a color. Bette Davis iba a ser candidata al Premio de la Academia por su papel; pero la candidatura fue por su rol en Dark Victory (también de Warner Bros.) en su lugar.

## Sinopsis
Robert Devereux, II conde de Essex (Errol Flynn) regresa triunfante a Londres después de haber derrotado a los españoles en la Toma de Cádiz. En el Palacio de Whitehall, una anciana reina Isabel (Bette Davis) lo espera amorosamente, pero también con miedo, debido a su popularidad entre los plebeyos y sus ambiciones personales. Sus envidiosos rivales incluyen a Lord Burghley (Henry Stephenson), su hijo Robert y Sir Walter Raleigh (Vincent Price). Su único amigo en la corte es uno de los consejeros de Isabel, Francis Bacon (Donald Crisp).
En lugar de los elogios que espera, Essex se queda atónito cuando Isabel lo critica por su fracaso en capturar la flota del tesoro español como lo había prometido. Cuando sus co-comandantes son recompensados, Essex protesta, precipitando una pelea entre ambos, y él retirándose a sus propiedades.
Isabel está enamorada de él, pero se niega a degradarse al recordarlo. Pero cuando Hugo O'Neill, segundo conde de Tyrone (Alan Hale, Sr.) se rebela y derrota a las fuerzas inglesas en Irlanda, la reina tiene la excusa que necesita para convocar a Essex. Ella tiene la intención de hacerlo Maestro de la Artillería , un puesto seguro en la corte. Sin embargo, sus enemigos lo incitan a tomar el mando del ejército para enviarlo a sofocar la rebelión.
Essex persigue a Tyrone, aunque sus cartas a Isabel suplicando por hombres y suministros no reciben respuesta. Sin que él lo sepa, sus cartas a ella, y las suyas a él, están siendo interceptadas por Lady Penelope Gray (Olivia de Havilland), una dama de compañía que también lo ama. Finalmente, Isabel, creyéndose despreciada, le envía una orden para disolver su ejército y regresar a Londres. Furioso, Essex lo ignora, ordena una marcha nocturna y cree que finalmente ha arrinconado a su enemigo. Sin embargo, en un parlament, Tyrone señala el humo que se eleva desde el campamento inglés, lo que significa la destrucción de la comida y las municiones restantes del ejército inglés. Sin alternativa, Essex acepta los términos de Tyrone; él y sus hombres se desarman y navegan de regreso a Inglaterra.
Pensando que ha sido traicionado, lidera a su ejército en una marcha hacia Londres para hacerse con la corona. Isabel no ofrece resistencia a sus fuerzas, pero una vez a solas con él, lo convence de que aceptará el gobierno conjunto del reino. Luego, ingenuamente, disuelve su ejército y es rápidamente arrestado y condenado a muerte.
El día de su ejecución, Isabel no puede esperar más. Ella lo convoca, esperando que abandone su ambición a cambio de su vida (que ella está ansiosa por otorgar). Sin embargo, Essex le dice que él siempre será un peligro para ella, y se niega a recibir su indulto.

## Reparto

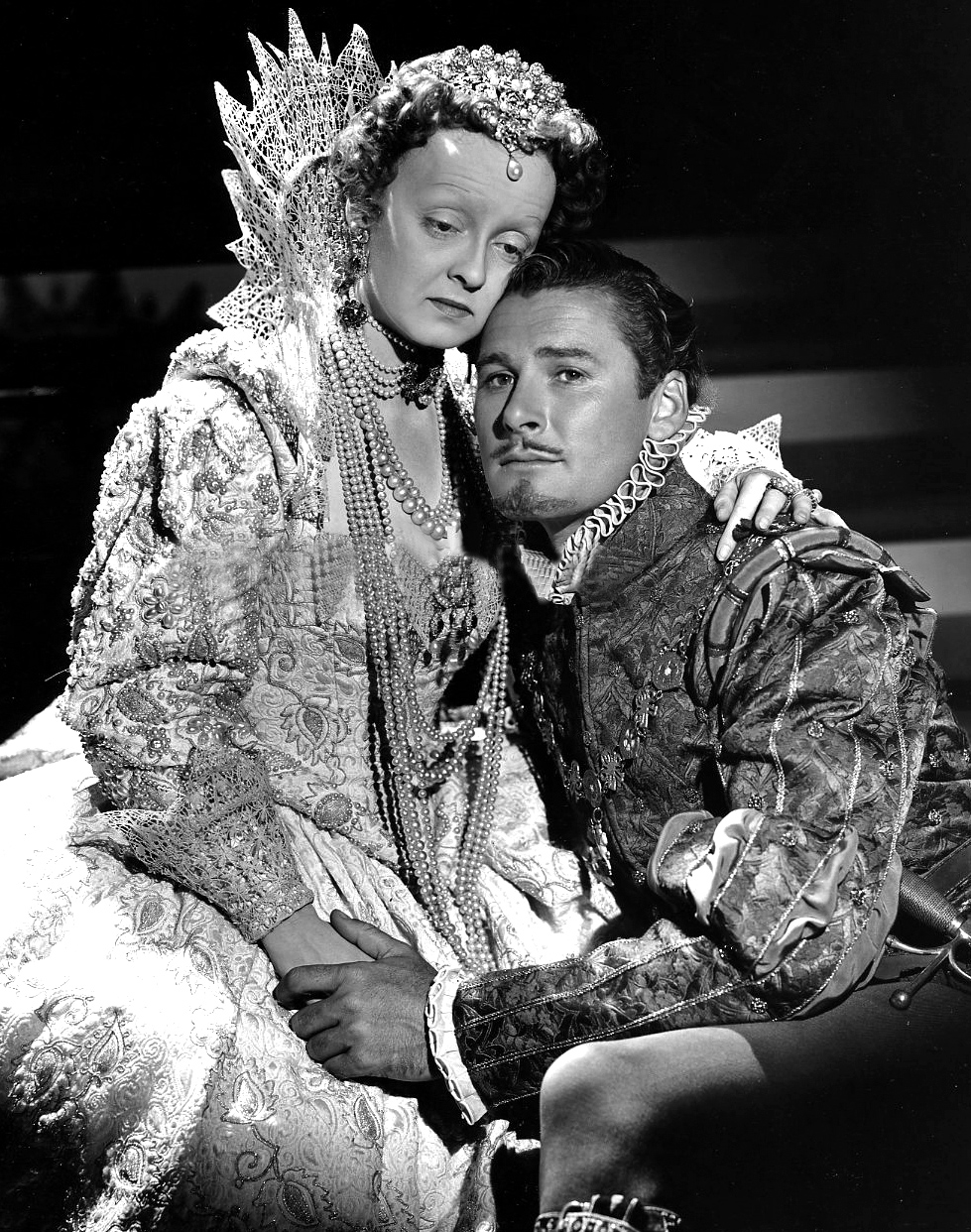
Bette Davis y Errol Flynn en una fotografía publicitaria de la película.

- Bette Davis - Isabel I de Inglaterra
- Errol Flynn - Robert Devereux, II conde de Essex
- Olivia de Havilland - Lady Penelope Gray
- Donald Crisp - Francis Bacon
- Alan Hale, Sr. - Hugo O'Neill
- Henry Daniell - Robert Cecil, conde de Salisbury
- Vincent Price - Walter Raleigh
- Henry Stephenson - Lord Burghley
- James Stephenson - Thomas Egerton
- Nanette Fabares - Margaret Radcliffe
- Ralph Forbes - Lord Knollys
- Robert Warwick - Lord Mountjoy
- Leo G. Carroll - Edward Coke

## Producción
La película fue escrita a partir de la exitosa obra de teatro Elizabeth the Queen de Maxwell Anderson, producida en 1930.
El título de la película originalmente sería el mismo de la obra de Anderson, pero Flynn exigió que se reconociera su presencia en el título. El nuevo título, The Knight and the Lady, molestó a Davis, que sintió que se le daba más importancia al protagonista masculino que a ella, sobre todo teniendo en consideración que la obra había sido comprada para que ella pudiera interpretarla y, en su opinión, era esencialmente "la historia de una mujer". Ella envió al menos dos telegramas en abril y junio de 1938 al presidente del estudio, Jack L. Warner, exigiendo que el título incluyera al personaje de Isabel por su nombre y preeminente al del personaje de Essex, o se negaría a hacer la película. Isabel y Essex, uno de los títulos preferidos de Davis, ya estaba bajo copyright como el título de un libro. Al final, el estudio consintió y dio a la película el título actual, basado en la titulación de películas históricas anteriores como La vida privada de Enrique VIII y La vida privada de Don Juan.
Años más tarde, Davis relataría sus dificultades para hacer la película. Ella había sido muy entusiasta sobre el desafío de interpretar a Isabel (en 1955, la interpretaría como una anciana en The Virgin Queen). Ella presionó a Laurence Olivier para que interpretara el papel de Essex, pero Warner Brothers, temerosos por darle un papel a un actor relativamente desconocido en Estados Unidos, eligió a Errol Flynn, quien estaba en la cima de su éxito. Davis sentía que no estaba a la altura de la tarea, y también creía por experiencia que su actitud casual con respecto a su trabajo se vería reflejada en su actuación. Por su parte, ella estudió la vida de Isabel, trabajó duro para adoptar un acento pasable, y se afeitó la línea del cabello para lograr un mayor parecido. Muchos años después, sin embargo, Davis vio la película con su amiga, Olivia de Havilland, y al terminar esta, Davis admitió: "Estaba equivocada, equivocada, equivocada. Flynn fue brillante".
Davis y Flynn, nacidos respectivamente en 1908 y 1909, tenían casi la misma edad (31 y 30 en 1939), en contraste con la diferencia de edad de más de 30 años entre Isabel y Essex en la vida real. Davis también tenía menos de la mitad de edad que la verdadera Isabel en el momento de los eventos representados, que era de 63.
Una escena final de Essex en el patíbulo fue eliminada luego de las vistas previas.

### Banda sonora
Erich Wolfgang Korngold, quien ya había ganado dos Premios de la Academia (Mejor orquestación por Anthony Adverse en 1935 y Mejor música original por The Adventures of Robin Hood en 1938), fue solicitado para componer la música de The Privates Lives of Elizabeth and Essex. La partitura es esencialmente operística, con una música de fondo exuberante en todas partes, un tema de marcha enardecedor para las escenas iniciales de Essex y una de sus "melodías más nobles y heroicas" para Isabel. Korngold admitió que concibió sus partituras cinematográficas como "óperas sin canto". De la hora y media de la película, una hora en sí está respaldada por la música, compuesta de ricos temas dramáticos y románticos.
Korngold eligió no usar ninguna aproximación ni música de la época Tudor, explicando:

Los amores y odios de los dos personajes principales, las ideas expresadas por el dramaturgo en general, aunque tomadas de la historia, son simbólicas. Es un juego de principios eternamente verdaderos y motivos de amor y ambición, tan recurrentes hoy como hace trescientos años.

La orquestación se concentra en los majestuosos créditos de inicio, la entrada triunfal de Essex en Londres, el tema de la reina y la recapitulación de ese tema en los títulos finales.

## Recepción

### Taquilla
La película obtuvo un beneficio de $550.000 dólares. Según las cifras de Warner Bros., la película ganó $955.000 dólares en el país y $658.000 en el extranjero.

### Crítica
El público resultó entusiasta con el encanto del personaje de Flynn, a pesar de su acento de Tasmania, pero los críticos lo encontraron como el eslabón débil de la producción, con The New York Times escribiendo: "La Isabel de Bette Davis es una fuerte, decidida y glamorosa-escatima caracterización contra la cual el Essex del Sr. Flynn tiene casi tantas posibilidades como un eliminador de granos contra un tanque".
Las imágenes de la película fueron reutilizadas en El burlador de Castilla de 1948.
En los años transcurridos entre la muerte de Flynn y el lanzamiento de la película en videocassette y sus primeras emisiones en la televisión por cable, el título fue cambiado a Elizabeth the Queen. El título original fue restaurado algunos años después.

### Candidaturas
Para la 12.ª ceremonia de los Premios Óscar, The Private Lives of Elizabeth and Essex fue candidata a cinco premios, no obteniendo ninguno.
| Año  | Categoría                   | Receptor                                              | Resultado  |
| ---- | --------------------------- | ----------------------------------------------------- | ---------- |
| 1939 | Mejor dirección de arte     | Anton Grot                                            | Candidato  |
| 1939 | Mejor fotografía (color)    | Sol Polito y W. Howard Greene                         | Candidatos |
| 1939 | Mejor música (orquestación) | Erich Wolfgang Korngold                               | Candidato  |
| 1939 | Mejor grabación de sonido   | Nathan Levinson                                       | Candidato  |
| 1939 | Mejores efectos especiales  | Byron Haskin (fotográfico) y Nathan Levinson (sonido) | Candidatos |

A su vez, la película fue candidata por el American Film Institute en dos de sus listados:
- 2002: 100 años... 100 pasiones[14]
- 2005: 100 años de bandas sonoras[15]